# Powiat Itoshima
Powiat Itoshima (jap. 糸島郡 Itoshima-gun) – dawny powiat w Japonii, w prefekturze Fukuoka. W 2009 roku liczył 30 458 mieszkańców.

## Historia[2]

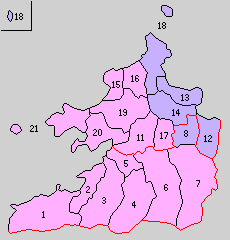
Powiat Itoshima (1–8, 11–21 – 1896 r.)

- Powiat został założony 1 kwietnia 1896 roku w wyniku połączenia powiatów Ito (8 wiosek) oraz Shima (11 wiosek).
- 21 października 1896 – wioska Oda zmieniła nazwę na Kitazaki.
- 15 września 1901 – wioska Maebaru zdobyła status miejscowości. (1 miejscowość, 18 wiosek)
- 1 kwietnia 1931 – miejscowość Maebaru powiększyła się o teren wiosek Kafuri i Hatae. (1 miejscowość, 16 wiosek)
- 15 października 1941 – wioska Imajuku została włączona w teren miasta Fukuoka. (1 miejscowość, 15 wiosek)
- 1 kwietnia 1942 – wioska Imazu została włączona w teren miasta Fukuoka. (1 miejscowość, 14 wiosek)
- 1 kwietnia 1951 – w wyniku połączenia wiosek Sakurai i Nogita powstała wioska Sakurano. (1 miejscowość, 13 wiosek)
- 1 stycznia 1955: (1 miejscowość, 6 wiosek)
  - w wyniku połączenia wiosek Kaya, Sakurano, Kofuji i Keya powstała wioska Shima.
  - w wyniku połączenia wiosek Ikisan, Fukae i Fukuyoshi powstała wioska Nijō.
  - miejscowość Maebaru powiększyła się o teren wiosek Raizan i Nagaito.
- 1 kwietnia 1955 – wioska Ito została włączona w teren miejscowości Maebaru. (1 miejscowość, 5 wiosek)
- 1 kwietnia 1961 – wioski Motooka, Susenji i Kitazaki zostały włączone w teren miasta Fukuoka. (1 miejscowość, 2 wioski)
- 1 kwietnia 1965: (3 miejscowości)
  - wioska Nijō zdobyła status miejscowości.
  - wioska Shima zdobyła status miejscowości.
- 1 października 1992 – miejscowość Maebaru zdobyła status miasta. (2 miejscowości)
- 1 stycznia 2010 – w wyniku połączenia miasta Maebaru oraz miejscowości Nijō i Shima powstało miasto Itoshima. W wyniku tego połączenia powiat Itoshima został rozwiązany.